# Anisyntoides argenteoornatus
Anisyntoides argenteoornatus är en fjärilsart som beskrevs av William Chapman Hewitson 1868. Anisyntoides argenteoornatus ingår i släktet Anisyntoides och familjen tjockhuvuden. Inga underarter finns listade i Catalogue of Life.

## Bildgalleri

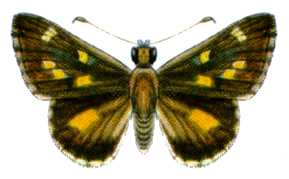
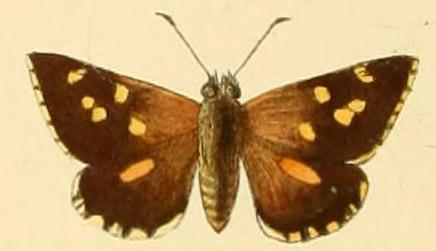